# Cophella formosa
Cophella formosa är en insektsart som beskrevs av Morgan Hebard 1928. Cophella formosa ingår i släktet Cophella och familjen syrsor. Inga underarter finns listade i Catalogue of Life.